# 寶瓶座星流
寶瓶座星流是位於銀河系內的一個星流。所以稱為寶瓶座星流是因為星流中的恆星大部分都位在寶瓶座的方向內。它距離地球最近的點大約是2,000光年，最遠的大約是3,000光年，是目前所發現的星流中距離地球最近，而且是最年輕的，形成迄今大約只有7億年。這個星流在2010年底被紐西蘭天文學家瑪利威廉斯所領導的團隊在徑向速度實驗巡天時發現的  。

## 外部連結
- The Dawning of the Stream of Aquarius in RAVE （页面存档备份，存于） Abstract of paper published in The Astrophysical Journal